# Линифииды
Линифииды, или линифии (лат. Linyphiidae) — крупное семейство аранеоморфных пауков, второе по количеству описанных видов после пауков-скакунов. Насчитывает около 4500 видов в 590 родах. Линифииды распространены практически всесветно; в Норвегии эти пауки были замечены гуляющими по снегу при температуре воздуха −7 °C. Некоторые виды обитают в пещерах, например, Nihonella chika). Древнейшие представители семейства найдены в меловом ливанском янтаре.

## Систематика
Множество видов описаны в составе монотипных родов, в частности из подсемейства Erigoninae, что, вероятно, отражает научные приёмы, традиционно применявшиеся к семейству. Семейство Pimoidae рассматривается в качестве сестринской группы для линифиид, у представителей обоих семейств в аксонеме жгутиков сперматозоидов отсутствуют центральные микротрубочки.